# Vasily Dokuchaev
Vasily Vasili'evich Dokuchaev (Василий Васильевич Докучаев) (1846 — 1903) foi um naturalista russo, creditado por estabelecer as bases das ciências do solo e da ciência da paisagem, que seria mais tarde chamada por Sochava de Estudo de Geossistemas.

## Visão geral
Vasily Vasil'evich Dokuchaev é geralmente considerado o pai da pedologia, o estudo dos solos no seu ambiente natural. Ele desenvolveu a ciência do solo na Rússia, e foi, talvez, a primeira pessoa a fazer grandes investigações geográficas de diferentes tipos de solo.
Em 1877, Dokuchaev foi convocado pelo Tzar da Rússia para estudar os efeitos de secas severas que ocorreram nas estepes ucranianas, onde o clima era muito frio e relativamente seco. Anos depois, Dokuchaev realizou estudos semelhantes em floresta de taiga na região de Gorki, onde o clima é mais quente e úmido. Ele notou que os solos de ambas as regiões eram bastantes diferentes, mesmo quando formados sobre rochas semelhantes.
A partir de suas observações em campo, ele introduziu a ideia de que as variações geográficas nos tipos de solo podem ser explicadas não só em relação a fatores geológicos (material de origem), mas também a fatores climáticos, da vegetação e topográficos, além do tempo disponível para a pedogênese (formação de solo) ocorrer. Utilizando estas ideias como base, ele criou a primeira classificação de solos.
Ele também inseriu a análise dos solos no seu ambiente natural, especialmente da descrição das seções aproximadamente horizontais entre a superfície e a rocha subjacente, as quais ele denominou de horizontes do solo. Os horizontes do solo foram interpretados por consequência das interações entre os fatores de formação do solo e, assim, os solos passaram a ser estudados sob o ponto de vista genético.
Suas ideias foram rapidamente tomadas por um bom número de cientistas do solo, incluindo Hans Jenny. Ele trabalhou em ciências do solo, e desenvolveu um sistema de classificação que descreve cinco fatores para a formação do solo. Sua obra mais famosa é Russian Chernozem (1883), sendo que em um trecho Dokuchaev cita que o "solo é um corpo natural e individualizado, tal como uma planta, animal ou mineral". A partir de sua obra, os solos passaram a ser interpretados como um corpos distintos e diferentes das rochas e sedimentos que os deram origem.
Uma cratera em Marte foi nomeada em sua homenagem.